# Takeshi Matsuda
Takeshi Matsuda (jap. 松田丈志 Matsuda Takeshi; ur. 23 czerwca 1984 w Nobeoka) − japoński pływak specjalizujący się w stylu motylkowym i dowolnym, czterokrotny medalista igrzysk olimpijskich, trzykrotny medalista mistrzostw świata.

## Kariera pływacka
W 2004 roku na igrzyskach olimpijskich w Atenach z czasem 3:48,96 min ustanowił rekord Azji i zajął ósme miejsce na dystansie 400 m stylem dowolnym. W konkurencji 200 m stylem motylkowym był czternasty i nie zakwalifikował się do finału.  
Rok później, podczas mistrzostw świata w Montrealu zdobył srebrny medal na dystansie 200 m stylem motylkowym, w finale uzyskawszy czas 1:55,62 min. W konkurencji 400 m kraulem z czasem 3:48,60 min uplasował się na siódmym miejscu.
Na mistrzostwach świata w Melbourne w 2007 roku był dziewiąty na 200 m stylem motylkowym (1:56,57 min) i trzynasty na 400 m stylem dowolnym.
Swój pierwszy medal olimpijski zdobył rok później na igrzyskach w Pekinie w konkurencji 200 m stylem motylkowym, kiedy uzyskał czas 1:52,97 min i ustanowił nowy rekord Azji. Na dystansie 400 m stylem dowolnym zajął dziesiąte miejsce z czasem 3:44,99 min, a na 1500 m stylem dowolnym uplasował się na 18. miejscu.
W 2009 roku podczas mistrzostw świata w Rzymie wywalczył brązowy medal na dystansie 200 m stylem motylkowym, w finale uzyskawszy czas 1:53,32 min. W konkurencji 400 m kraulem zajął 15. miejsce (3:46,95). Płynął również w sztafecie 4 × 200 m stylem dowolnym, która uplasowała się na czwartym miejscu. 
Na kolejnych mistrzostwach świata powtórzył swój sukces z 2005 roku i zdobył srebrny medal na 200 m stylem motylkowym, uzyskawszy w finale czas 1:54,01 min. Uczestniczył też w wyścigach sztafet kraulowych 4 × 100 (10. miejsce) i 4 × 200 m (7. miejsce).
W 2012 roku zdobył dwa medale na igrzyskach olimpijskich w Londynie. Srebro wywalczył w sztafecie 4 × 100 m stylem zmiennym, natomiast brąz na 200 m stylem motylkowym (1:53,21 min). 
Cztery lata później, podczas igrzysk olimpijskich w Rio de Janeiro wraz z Kosuke Hagino, Naito Eharą i Yukim Kobori zdobył brązowy medal w sztafecie 4 × 200 m stylem dowolnym.